# Кёстлин, Генрих Адольф
Генрих Адольф Кёстлин (нем. Heinrich Adolf Köstlin; 4 сентября 1846, Тюбинген — 4 июня 1907, Штутгарт) — протестантский богослов, пастор, музыковед
, сын Христиана Рейнгольда Кёстлина.
Изучал богословие в Тюбингенском университете, был пастором в Зульце, Маульбронне, Фридрихсхафене, Штутгарте. В 1871—1878 читал лекции по музыке в Тюбингенском университете, в 1895—1901 был профессором теологии в Гиссене. Вслед за Христианом Пальмером понимал церковный хор как «то, что связует воедино организм церкви». Его сочинения — богословские, музыковедческие и лежащие на пересечении этих двух областей: «История музыки» (нем. «Geschichte der Musik», 1875; 3 изд., Берлин, 1888); «Введение в эстетику музыки» (нем. «Die Tonkunst. Einführung in die Aesthetik der Musik», 1878); «Лютер — отец евангелических церковных песнопений» (нем. «Luther als Vater des evangelische Kirchengesangs», 1881) и др.